# Rene di Ask-Upmark
In nefrologia, il rene di Ask-Upmark (o ipoplasia renale segmentaria) è una rara ipoplasia renale solitamente unilaterale nella quale i lobuli renali non sono correttamente formati, l'organo presenta placche fibrose e i calici renali divengono cistici. Il rene presenta fenditure corticali, in corrispondenza di questi solchi vi sono espansioni calciformi della pelvi renale.
Questa malformazione fu descritta per la prima volta dal medico svedese Erik Ask-Upmark (1901 - 1985).

## Epidemiologia ed eziologia
Questa rara anomalia congenita si presenta più frequente nel sesso femminile, specialmente intorno alla prima decade di età.
Inizialmente si credeva che questa ipoplasia fosse esclusivamente congenita, lo studio dei casi (molto rari) ha portato però a credere che sia una forma patologica che si può anche sviluppare nel tempo, specie in seguito a problemi di reflusso vescico-ureterale.
A parte rari casi, la patologia si manifesta nella prima infanzia in caso di ipoplasia congenita, più avanti con l'età se è secondaria.

## Anatomia patologica
Il parenchima renale non mostra particolari anormalità o malformazioni se non in corrispondenza degli accumuli fibrosi, in cui si può riscontrare la presenza di vasi sclerotici con le pareti inspessite e cisti con membrana epiteliale, oltre che il tessuto fibroso. Le cellule presenti fra i solchi e le espansioni precedentemente descritte risultano, all'esame microscopico, atrofiche con uno stroma fibroso.

## Sintomi
Il sintomo principale di questa ipoplasia è l'ipertensione arteriosa (spesso difficile da curare), causata dal rilascio dell'enzima renina, coinvolta nella regolazione della pressione arteriosa. La patologia è quasi sempre accompagnata da nefrosclerosi maligna, dolore nel fianco dal lato del rene coinvolto, ematuria e proteinuria.
Nel 70% dei casi vi è reflusso vescico-ureterale, nel 50% dei casi il paziente sviluppa insufficienza renale cronica con ritardi nella crescita.
Sembra inoltre che possa esserci un nesso fra le ipoplasie segmentarie renali e l'insorgenza di aneurismi arteriosi extrarenali e intrarenali.

## Diagnosi
Il rene di Ask-Upmark è una patologia estremamente rara, dunque per arrivare ad una diagnosi sono indispensabili esami come l'angiografia e risonanza magnetica. Esami sull'organo asportato chirurgicamente sono indicati per l'esatta identificazione della patologia.

## Terapia
L'ipoplasia è, nella maggior parte dei casi, individuata grazie all'ipertensione da essa causata, dunque in molti casi è sufficiente curare questo sintomo; spesso però l'unica soluzione è la nefrectomia, l'asportazione chirurgica del rene malato (specialmente se solo uno dei reni è coinvolto).